# Polska Wieś (Wołów)
Polska Wieś (niem. Polnischdorf) – dawna wieś, obecnie w obrębie miasta powiatowego Wołów w województwie dolnośląskim.
Znajdowała się przy trasie Wołów–Ścinawa w rejonie, w którym w latach 1891–1893 wybudowano więzienie. Jeszcze pod koniec XIX w. występowały tam takie nazwiska jak np. Kasowskiy. Nazwa wyszła z użycia ostatecznie w latach 30. XX wieku.